# Manolo Rodas
Manolo Rodas (* 4. Juli 1996 in Offenburg-Elgersweier) ist ein deutscher Fußballspieler.

## Karriere
Nach seinen Anfängen in der Jugend beim VfR Elgersweier, FV Griesheim und dem Offenburger FV wechselte er zum SC Freiburg, wo er alle Jugendabteilungen bis zur zweiten Mannschaft durchlief. Zur Saison 2018/19 ging er zum Drittligisten FSV Zwickau. Dort kam er auch zu seinem ersten Einsatz im Profibereich und für den FSV Zwickau als er am ersten Saisonspieltag am 28. Juli 2018 beim 2:0-Sieg gegen den Halleschen FC in der 88. Spielminute für Nils Miatke eingewechselt wurde.
Nach nur einem weiteren Einsatz für die Sachsen unterschrieb Rodas im Mai 2019 beim Regionalligisten Kickers Offenbach einen für die Saison 2019/20 gültigen Vertrag. Dort brachte er es in der Saison 2019/20 auf insgesamt 13 Startelfeinsätze in Pflichtspielen, sowie einem Tor. Im Mai 2020 wurde publik, dass der Angreifer Kickers Offenbach zum Saisonende bereits wieder verlässt. Zur Saison 2020/21 schloss er sich stattdessen dem Ligakonkurrenten Bahlinger SC an, den er jedoch im Sommer 2021 ebenfalls wieder verließ.
Nach halbjähriger Vereinslosigkeit schloss sich Rodas im Januar 2022 seinem Offenburger Jugendverein, dem Bezirksligisten VfR Elgersweier an. Im Sommer 2023 wechselte er nach Freiburg zum dortigen Bezirksligisten FC Freiburg-St. Georgen.

## Erfolge
- Deutscher A-Jugend-Pokalsieger: 2014